# Тхужев (Мазовецьке воєводство)
Тхужев (пол. Tchórzew) — село в Польщі, у гміні Збучин Седлецького повіту Мазовецького воєводства.
Населення — 202 особи (2011).
У 1975-1998 роках село належало до Седлецького воєводства.

## Демографія
Демографічна структура станом на 31 березня 2011 року:
|          | Загалом | Допрацездатний вік | Працездатний вік | Постпрацездатний вік |
| -------- | ------- | ------------------ | ---------------- | -------------------- |
| Чоловіки | 103     | 22                 | 68               | 13                   |
| Жінки    | 99      | 25                 | 48               | 26                   |
| Разом    | 202     | 47                 | 116              | 39                   |